# Bafia-Sprachen
Die Bafia-Sprachen sind eine Sprachgruppe innerhalb der Guthrie-Zone A der Bantusprachen. Sie wird als Zone A50 klassifiziert und enthält fünf Einzelsprachen, die insgesamt von circa 72.000 Menschen in Kamerun gesprochen werden. 
Die einzelnen Sprachen sind:
- Bafia, ca. 60.000 Sprecher
- Dimbong, ca. 140 Sprecher
- Hijuk, ca. 400 Sprecher
- Lefa, ca. 10.000 Sprecher
- Tibea, ca. 1400 Sprecher